# Чаниа, Терентий Михайлович
Терентий Михайлович Ча́ниа (10 февраля 1937, Абхазская АССР — 3 февраля 2021, Сухум) — абхазский писатель, поэт; с 2010 по 2011 годы — Председатель правления Союза писателей Абхазии,

## Биография
Родился 10 февраля 1937 года в Абхазской АССР.
С 2010 по 2011 годы был директором Литфонда и Председателем правления Союза писателей Абхазии, баллотировался в Парламент Абхазии.
15 апреля 2011 года освобождён от должности Председателя правления Союза писателей Абхазии по собственному прошению.
Скончался 3 февраля 2021 года в Сухуме от последствий коронавирусной инфекции.

## Звания и награды
- Заслуженный деятель культуры Республики Абхазия.
- Орден «Честь и слава» (Ахьдз-Апша) III степени

## Творчество
- Беспокойные дни: Повесть и рассказы; [Худож. П. Цквитария] Сухуми Алашара 1978 103 c. ил.
- Заманили петуха: Стихи [Для мл. школ, возраста] Сухуми Алашара 1979 42 с.
- Образ советской жизни Сухуми Алашара 1979 39 с.
- Без тебя: Стихи и поэмы Сухуми Алашара 1983 75 с.
- Абхазская баллада: Повести и рассказы. Пер. с абхаз. Сухуми Алашара 1985 236 с.
- Ох, уж эти обычаи! (повесть) (недоступная ссылка) / Абхазская баллада. Повести и рассказы. — Сухуми: Алашара, 1985. С. 3-45.
- Уходящее лето: Стихи и поэмы Сухуми Алашара 1987 189 с.
- Осеннее небо: Стихи Тбилиси Мерани 1988 42 с.
- За тридевять земель: Роман. Повести Сухуми Алашара 1989 359 с.
- Чайки летят с моря: Роман, повести Сухуми Алашара 1991 392 с.